# Westward Journey Online II
Westward Journey Online II (Chinois: 大话西游 Online II) est un MMORPG développé et géré par NetEase. Après sa sortie initiale, il a commencé à rencontrer de graves problèmes techniques et a été fermé pour retravailler, pour être rouvert plusieurs mois plus tard sous le nom de Westward Journey II. Un autre MMORPG, Fantasy Westward Journey, utilise le même moteur avec un style graphique différent. Westward Journey est l'un des jeux en ligne les plus populaires en Chine, avec un nombre maximal d'utilisateurs simultanés de 588 000 en mars 2005 et avec plus de 56 millions de comptes enregistrés, ce qui le classe parmi les 3 meilleurs jeux MMORPG en Chine à l'époque. Les utilisateurs enregistrés ont atteint 83 millions en juillet 2006.
Le contenu du jeu est fortement inspiré de la littérature chinoise classique: le titre fait référence à l'une de ces sources, La Pérégrination vers l'Ouest. Contrairement à de nombreux MMORPG occidentaux, les jeux présentent des thèmes de nudité et antireligieux de premier plan. Westward Journey II a suscité la controverse lorsque le parti d'État l'a fermé pendant plusieurs mois, en raison des critiques formulées à l'encontre du parti dans le jeu. 